# كاشويرا دو سول
كاشويرا دو سول (Cachoeira do Sul) أومأ cidade تفعل تفعل estada ريو غراندي دو سول، البرازيل. كوالا أ دا العاصمة 196 كلم، بورتو أليغري. قمع الأعمال غير المشروعة é área دي 3.765 كيلومتر مربع ه أ التطبيقية é دي 89.669 habitantes.

## أعلام
- ديوناتان ماشادو
- نيلسون آيرتس